# Dollar gap
El terme dollar gap fa referència a la manca de dòlar en acabar la Segona Guerra Mundial i en començar la Guerra Freda en un cert nombre de països europeus, amb els quals els EUA havien decidit col·laborar financerament. La conseqüència d'aquest dollar gap fou l'alentiment del comerç internacional degut a la impossibilitat de convertir les monedes europees en dòlar. El sistema monetari de l'època, que Bretton Woods va elaborar, feia del dòlar la divisa clau en transaccions internacionals.